# Böhmische Saß
Die Böhmische Saß (Schreibung auch Böhmische Sass) ist ein nach Tschechien ragender Wald im Norden Niederösterreichs.

## Lage

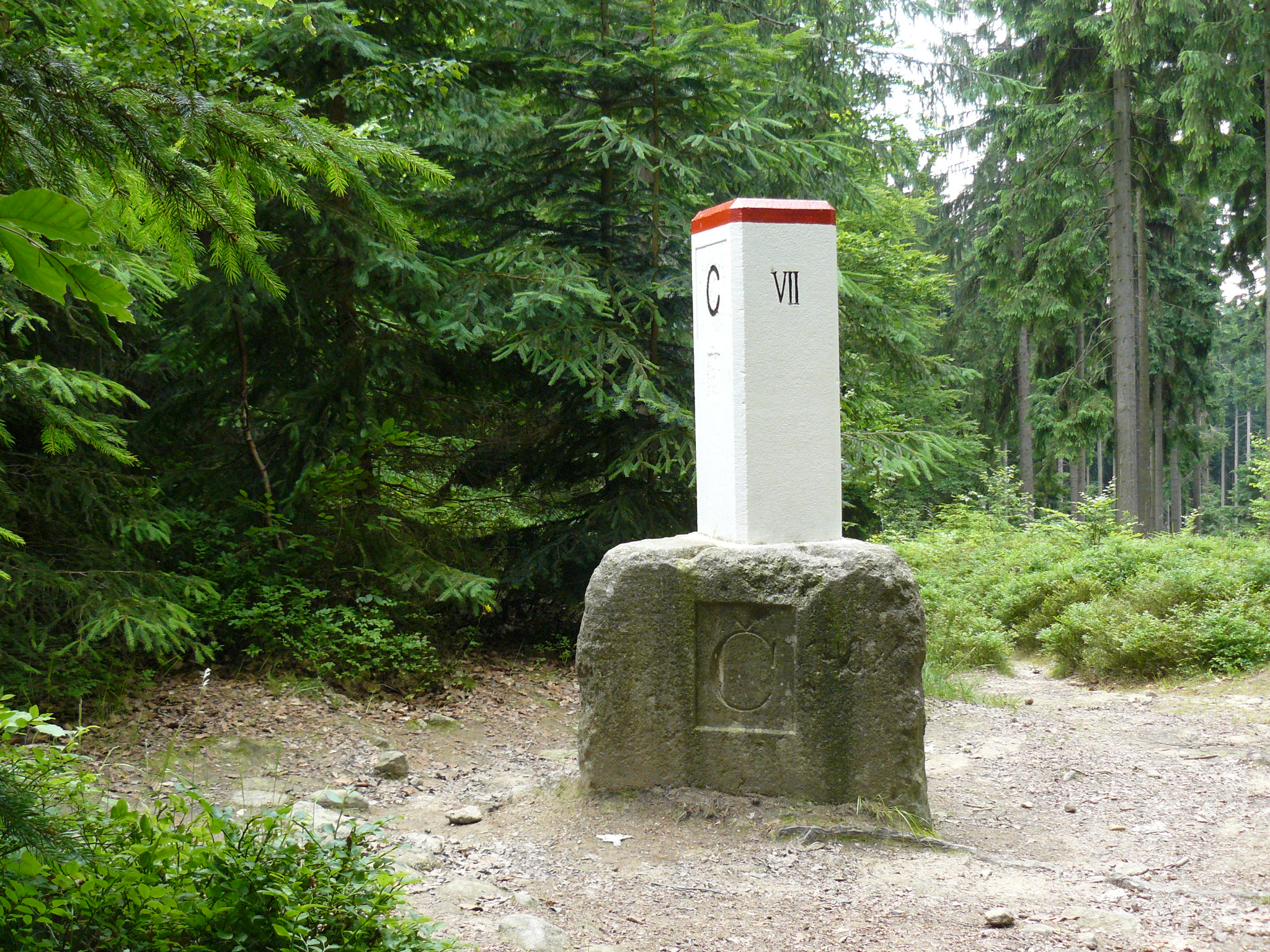
Dreiländerstein

Die Böhmische Saß befindet sich im nördlichsten Teil der Gemeinden Waldkirchen an der Thaya und Dobersberg, im Waldviertler Thayahochland. Der Südteil wird auch Wengerswald genannt. Der böhmische Nordteil des Waldes zieht sich bis Staré Město pod Landštejnem (Altstadt bei Landstein).
In der Böhmischen Saß befindet sich der Berg Hoher Stein (726 m ü. A.) und unweit im Norden der Grenzstein Dreiländerstein (Trojmezí), der das Dreiländereck zwischen Österreich, Böhmen und Mähren (Tschechien) markiert. Weil es die historischen tschechischen Regionen als Verwaltungseinheiten nicht mehr gibt, grenzt nur der Jihočeský kraj (Südböhmische Region) an.